# 파보 예르비
파보 예르비(에스토니아어: Paavo Järvi, 1962년 12월 30일 ~ )는 에스토니아 출신의 미국 지휘자이다.

## 소개
발트 3국의 하나인, 에스토니아의 수도 탈린에서 태어났다. 음악 명문 일가의 출신으로, 아버지(네메)와 남동생(크리스티안)도 세계적인 지휘자로서 유명하다. 탈린 음악원에서 타악기와 지휘법을 배운 후, 1980년 가족과 함께 미국으로 이주하여 커티스 음악원과 로스앤젤레스 필하모닉의 지휘자 강습회에서, 막스 루돌프와 레너드 번스타인을 사사하였다. 그 후 스웨덴의 말뫼 교향악단의 수석 지휘자, 로열 스톡홀름 필하모닉 및 버밍엄 시립 교향악단의 수석 객원 지휘자, 신시내티 교향악단의 음악 감독을 역임하였다. 파리 관현악단의 음악 감독으로 네 번째 임기 책임을 맡고 있었다. 2015/2016 시즌부터 NHK 교향악단의 수석 지휘자로 취임하였다.

## 발자취
2012/2013 시즌에는 음악 문화의 두드러진 공헌을 평가받아 프랑스 문화부로부터 예술 문화 훈장을 수여받았다. 2004년부터 브레멘의 도이치 캄머 필하모니의 예술 감독을 맡고 있으며 2012/2013년 시즌 끝에 상파울루에서 베토벤 교향곡 전곡 연주회를 실시하였다. 소니에서 슈만 교향곡 전곡, 베토벤 교향곡 전곡의 CD를 출시하고 2010년 에코 클래식상 (지휘자 상)을, 2007년에는 독일 레코드 비평가상 등 권위있는 상을 수상하였다. 빈, 베를린, 뮌헨, 암스테르담, 보스턴, 뉴욕, 도쿄 등의 외에도, 슐레스비히-홀슈타인 음악제, 바르샤바 부활절 음악제 등에서도 연주회를 거듭하였다. 또한 2013년 6월 30일까지 헤센 방송 교향악단의 음악 감독으로 BBC 프롬스, 라인가우 음악제, 암스테르담 콘세르트헤바우에서 로베코 여름 시리즈, 아시아의 수많은 투어를 실시할 뿐만 아니라, 녹음 분야에서도 정력적인 활동을 하고 있어, 소니에서 브루크너 교향곡 전곡 녹음을 출시하였다. 닐센 교향곡 전곡, 말러 교향곡 전곡을 녹음하였다. 동 악단과의 2009년 음반인 프랑크 페터 치머만과 파울 힌데미트의 바이올린 협주곡 녹음으로 2012년 국제 힌데미트상을 수상하였다. 2013/2014 시즌부터 헤센 방송 교향악단의 계관 지휘자로 취임하였다. 베를린 필하모닉, 베를린 도이치 교향악단, 백야 축제에서 마린스키 극장 오케스트라에 객원 출연하기도 하였다. 10년 간의 음악 감독으로서의 임기가 2010/2011 시즌에 만료된 신시내티 교향악단과 미국, 유럽, 일본에서 투어를 진행하였고, 텔락 레이블에서 16장의 CD를 발매하는 등 다양한 업적을 남겼다. 이러한 업적이 평가되어 2013년까지 신시내티 교향악단의 계관 음악 감독으로 근무하였다. 처음부터 아르보 패르트, 에르키-스벤 튀르, 레포 수메라, 에두아르 투빈 등 에스토니아 출신의 작곡가의 작품 소개를 스스로 해야 할 우선 과제로 생각한다. 최근에는 재능있는 젊은이들에게 마스터 클래스를 실시하는 페르누 음악제와 얘르비 아카데미, 그 밖의 에스토니아 국립 교향악단에서도 예술 고문을 맡고 있으며, 2012년에는 에스토니아 방송국이 선택하는 "올해의 음악가"로 선정되었다. 2013년에는 에스토니아 대통령과 문화부에서 승리 훈장을 수여하였다.